# جين سكوت
جين سكوت (بالإنجليزية: Gene Scott)‏ هو قس أمريكي، ولد في 14 أغسطس 1929 في بوهل في الولايات المتحدة، وتوفي في 21 فبراير 2005 في غلينديل في الولايات المتحدة بسبب سكتة دماغية.

## وصلات خارجية
- جين سكوت على موقع IMDb (الإنجليزية)
- جين سكوت على موقع إن إن دي بي (الإنجليزية)